# Passion (album Geri Halliwell)
Passion – trzeci solowy album brytyjskiej wokalistki Geri Halliwell. Został on wydany 6 czerwca 2005 roku w Europie, Ameryce Łacińskiej, Azji i Kanadzie. Passion promowały dwa single: Ride It (wydany 22 listopada 2004 roku) i Desire (wydany 30 maja 2005 roku). Nie odniósł on jednak sukcesu, w porównaniu z poprzednimi albumami, osiągnął 41. miejsce na UK Albums Chart i znajdował się tam przez tydzień.
Piosenka Ride It zajęła 4. miejsce na UK Singles Chart, a Desire dopiero 22.

## Lista utworów
| #   | Tytuł                     | Autor(zy) tekstów, Producent (Producenci) | Długość                          |      |
| --- | ------------------------- | ----------------------------------------- | -------------------------------- | ---- |
| 1.  | "Passion"                 | Halliwell, Peter-John Vettese             | Peter-John Vettese               | 2:56 |
| 2.  | "Desire"                  | Korpi, Wollo, Terry Ronald, Halliwell     | Korpi & BlackCell                | 3:22 |
| 3.  | "Love Never Loved Me"     | Halliwell, Robinson, Masterson            | Ian Masterson                    | 4:04 |
| 4.  | "Feel The Fear"           | Halliwell, Watkins, Wilson                | Absolute                         | 4:15 |
| 5.  | "Superstar"               | Guy Chambers, Halliwell                   | Steve Power                      | 3:28 |
| 6.  | "Surrender Your Groove"   | Korpi, Wollo, Ronald, Halliwell           | Korpi & BlackCell                | 2:58 |
| 7.  | "Ride It"                 | Quiz, Larossi, Kotecha, Halliwell         | Quiz & Larossi and Ian Masterson | 3:46 |
| 8.  | "There's Always Tomorrow" | Halliwell, Robinson, Masterson, Holweger  | Ian Masterson                    | 3:48 |
| 9.  | "Let Me Love You More"    | Halliwell, Robinson, Masterson            | Ian Masterson                    | 4:06 |
| 10. | "Don't Get Any Better"    | Halliwell, Ackerman, Watkins, Wilson      | Absolute                         | 3:23 |
| 11. | "Loving Me Back To Life"  | Chambers, Halliwell                       | Steve Power                      | 3:24 |
| 12. | "So I Give Up On Love"    | Halliwell, Vettese                        | Peter-John Vettese               | 2:43 |